# Літтл Беліз
Літтл Беліз (англ. Little Belize) — поселення на півночі Белізу, в однойменному окрузі Коросаль, на південний схід від адміністративного центру краю. Це найбільша сільськогосподарська комуна німців-менонітів, переселенців з України та Канади.

## Розташування
Літтл Беліз знаходиться неподалік від узбережжя Карибського моря і його затоки-бухти Четумаль. Поруч поселення, на заході, знаходяться великі прісноводні озера: Проґрессо (Progresso Lagoon) та Кокос (Cocos Lagoon). Місцевість навколо Літтл Белізу — болотяниста рівнинна, помережена невеличкими річками та болотяними озерцями, найбільша водна артерія протікає в кількох кілометрах західніше — Ріо-Нуево (Rio Nuevo). Тоді як безпосередньо поруч річечка Фрешвотер Крік (Freshwater Creek) впадає до каскаду озер, поруч села Проґрессо, а звідти вже витікає озерний канал-ріка Джон Пайлес Крік (John Piles Creek) до озер-лагун на узбережжі морської затоки.
На північних околицях та зі сходу великі площі болотяних зарослів та каскади озер Шипстер Лагуни (Shipstern Lagoon), зчаста залиті морем, але меноніти відвойовують в цих мангрових джунглів та боліт свої клаптики землі.

## Населення
Населення за даними на 2010 рік становить 2650 осіб. З етнічної точки зору, населення — найбільша частина німців-менонітів, які переселилися сюди з України та Канади.
| Рік       | 2000 | 2010 |
| --------- | ---- | ---- |
| Населення | 2097 | 2650 |

## Клімат
Літтл Беліз знаходиться у зоні тропічного мусонного клімату. Середньорічна температура становить +24 °C. Найспекотніший місяць квітень, коли середня температура становить +26 °C. Найхолодніший місяць січень, з середньою температурою +21 °С. Середньорічна кількість опадів становить 3261 міліметрів. Найбільше опадів випадає у жовтні, у середньому 404 мм опадів, самий сухий квітень, з 46 мм опадів.